# Poniewież
Poniewież (lit. Panevėžys wymowaⓘ) – miasto w północnej Litwie nad rzeką Niewiażą, siedziba okręgu poniewieskiego. Piąte co do wielkości miasto na Litwie (114,5 tys. mieszkańców w 2012 roku), największa miejscowość północno-wschodniej Litwy, historyczna stolica Ziemi Upickiej. Ważny węzeł komunikacyjny. Miasto zamieszkiwane jest głównie przez Litwinów.
Miejsce obrad sejmików ziemskich powiatu upickiego od XVI wieku do pierwszej połowy XVIII wieku.

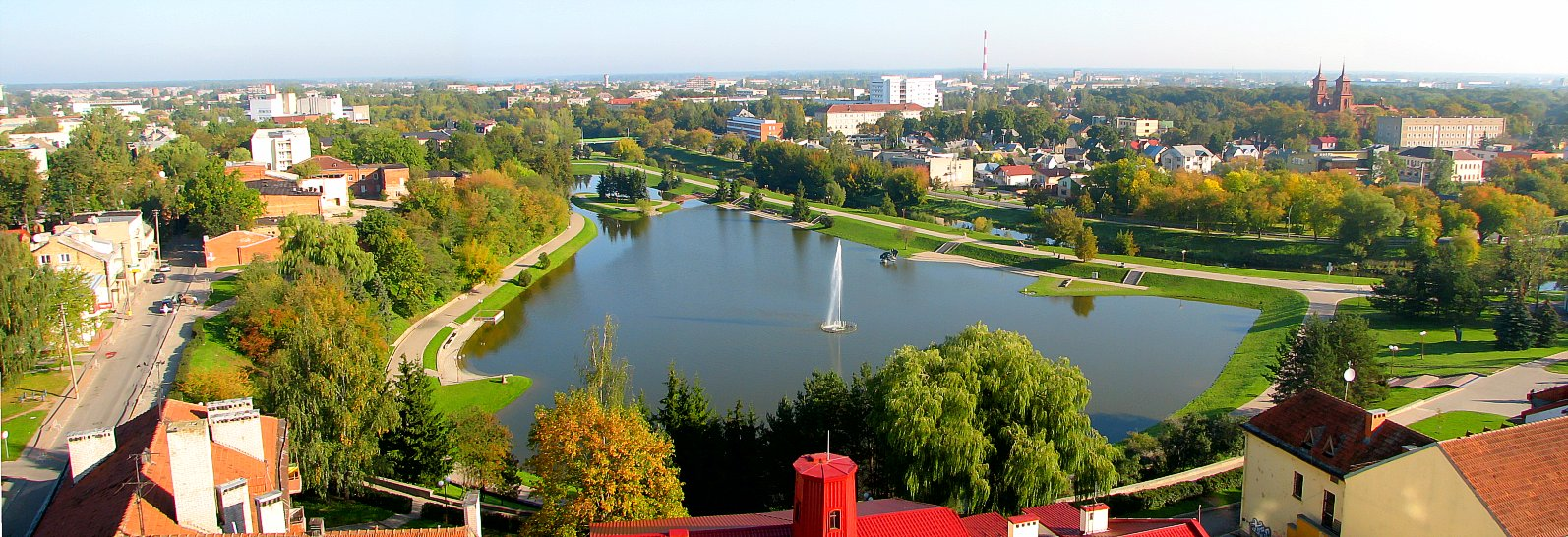
Panorama miasta

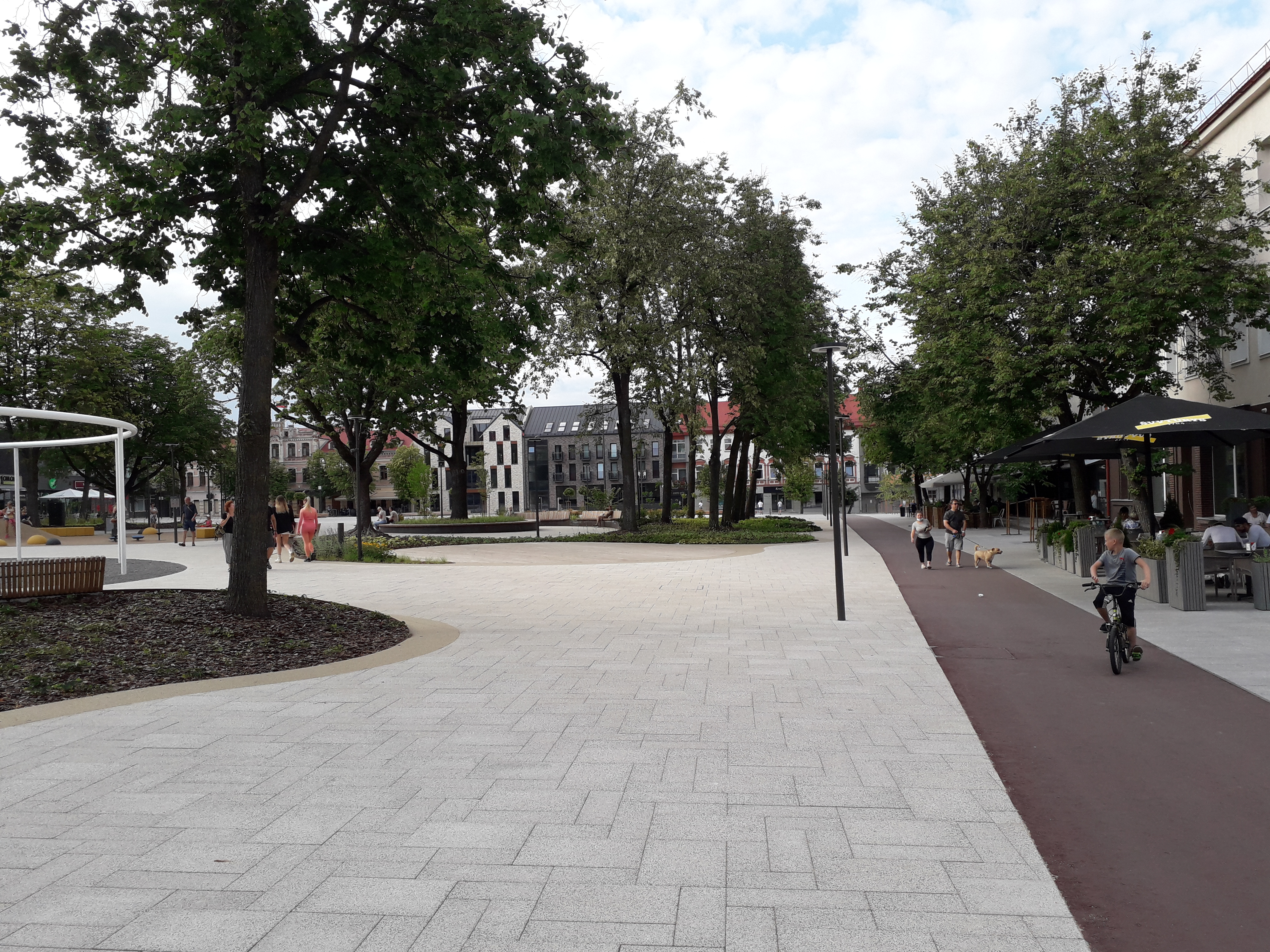
Centrum miasta

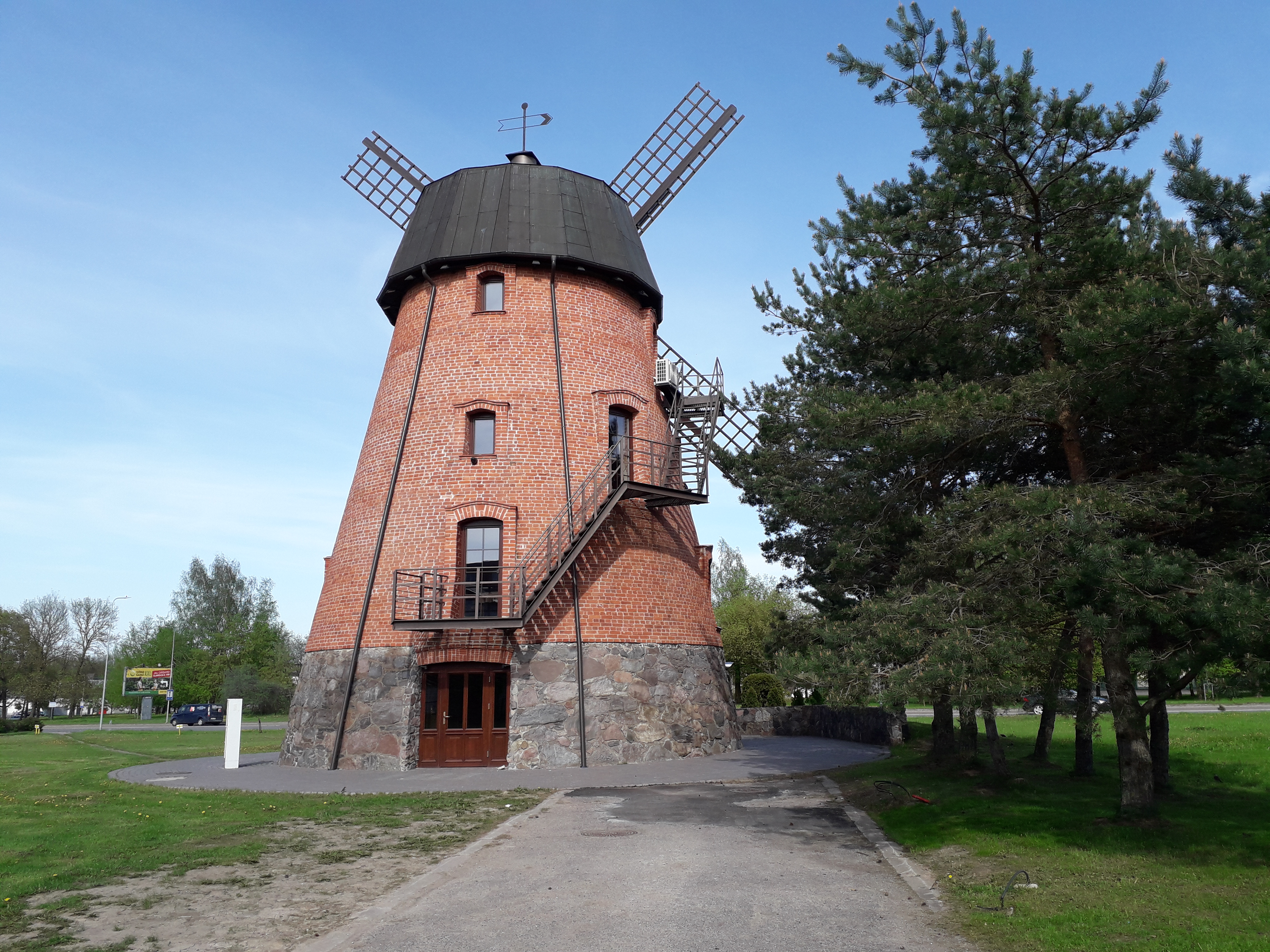
Wiatrak holenderski

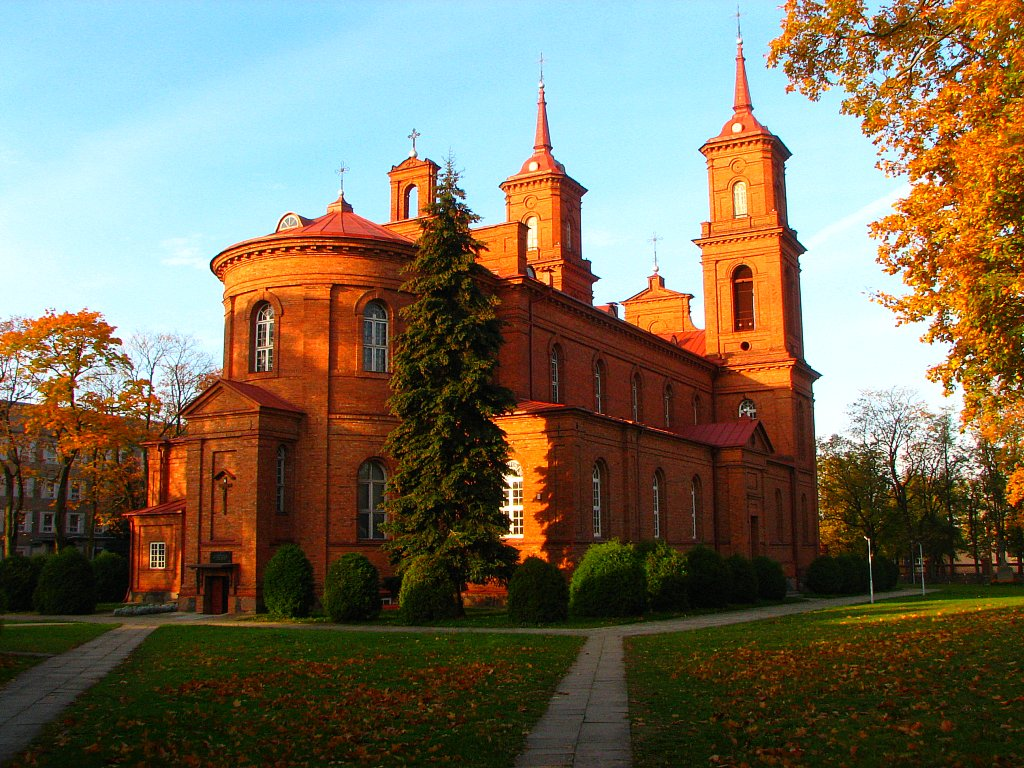
Kościół pw. św. Piotra i Pawła z 1884

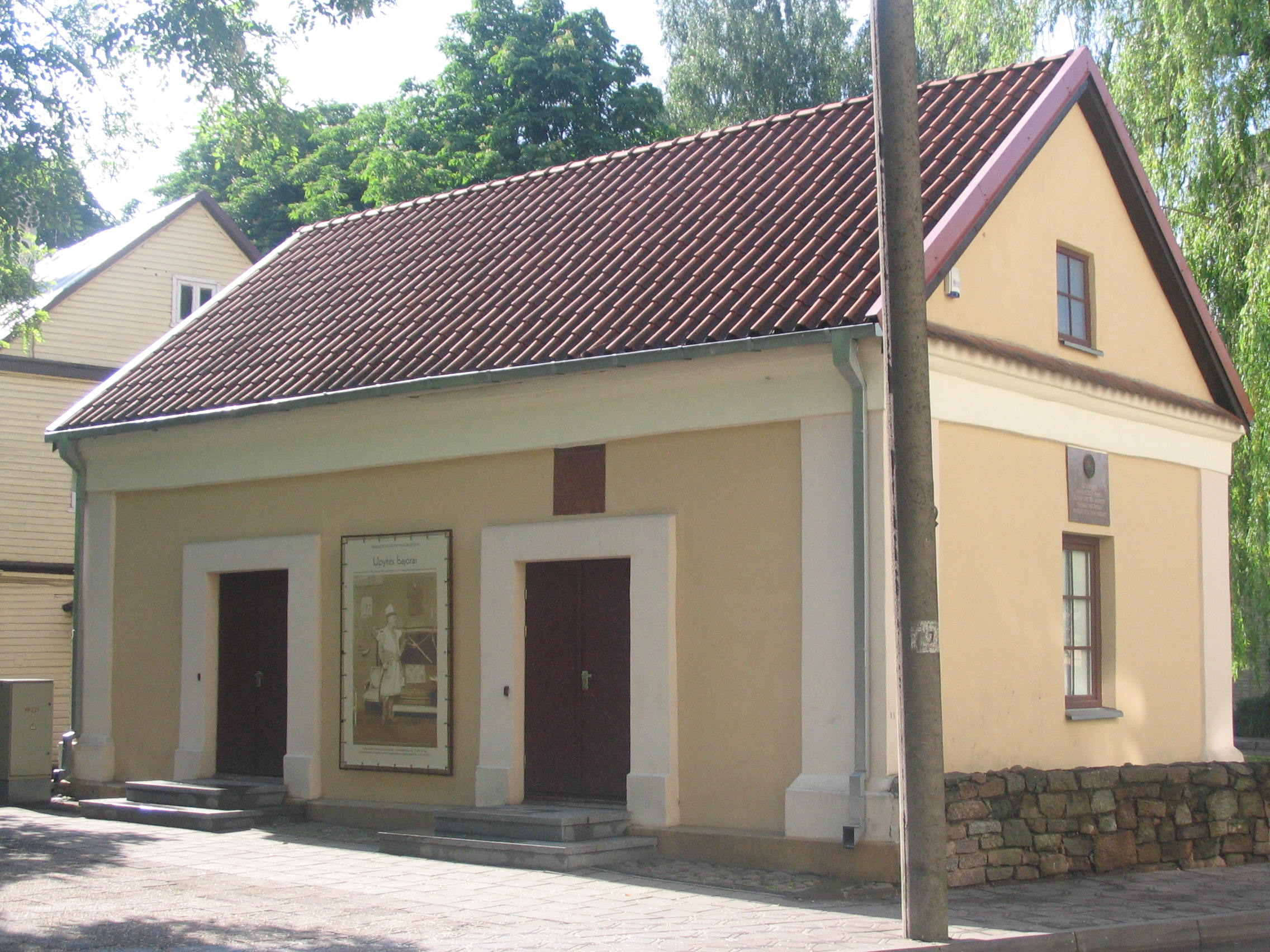
Budynek dawnego sądu Ziemi Upickiej z XVII w.

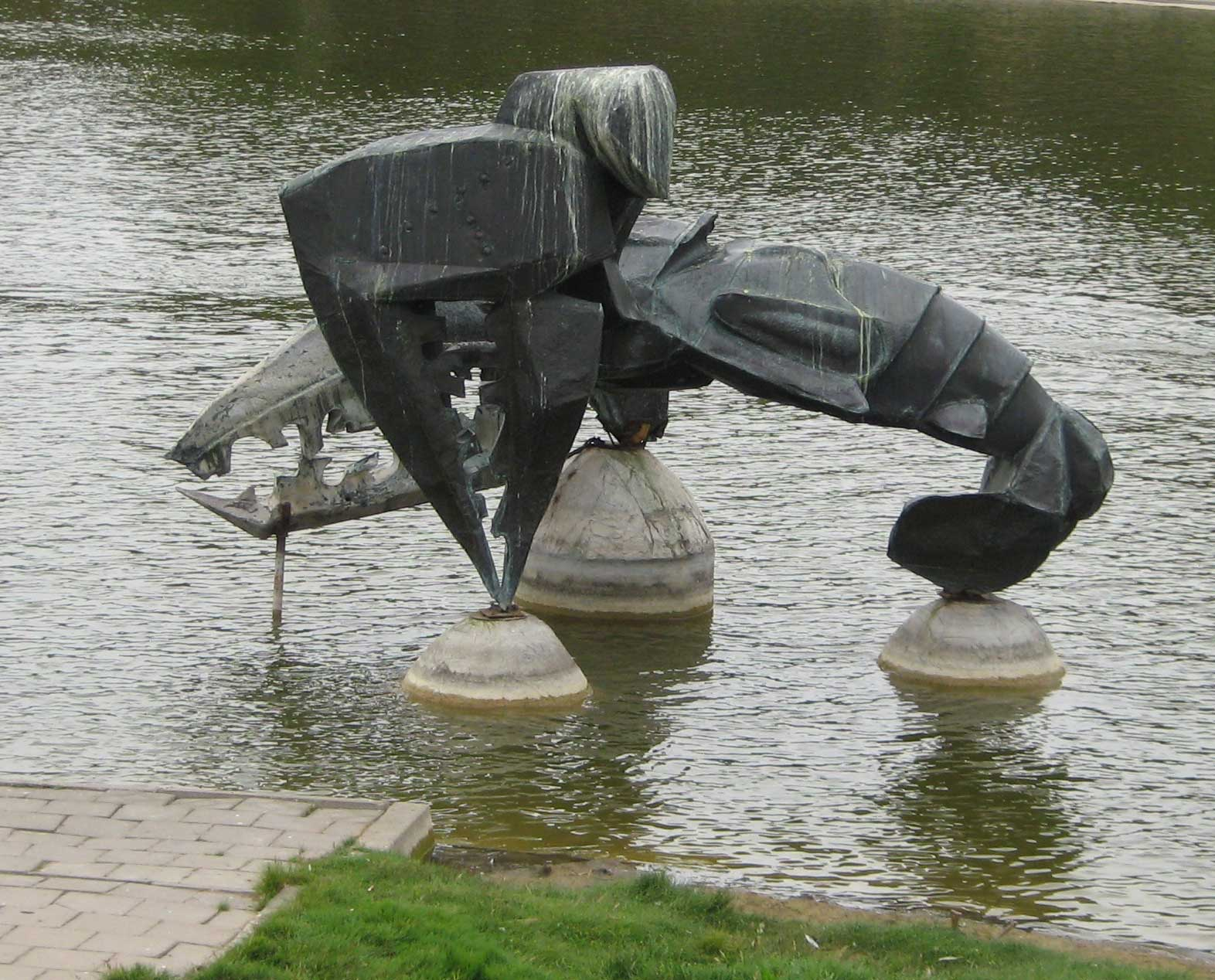
Symbol Poniewieża

## Historia
Osada położona na prawym brzegu Niewiaży powstała w XV wieku w dobrach królewskich. Pierwsze wzmianki o Poniewieżu pochodzą z 1503, miejscowość wymieniono w dokumentach sporządzonych dla polskiego króla Aleksandra Jagiellończyka. Cztery lata później erygowano pierwszą poniewieską parafię. W 1519 na drugim brzegu rzeki powstał tak zwany Nowy Poniewież, który w 1550 stał się siedzibą powiatu przeniesionego z Upity. W 1704 roku pod Poniewieżem doszło do potyczek wojsk polskich ze szwedzkimi. Około 1780 miejscowość została połączona utwardzoną szosą z Wilnem. W 1792 Poniewież uzyskał prawa miejskie, ale nie wpłynęło to znacząco na jego rozwój. Ważną rolę odegrało w czasie powstań 1830 i 1863 roku, po którym zamknięto miejscowe słynne gimnazjum. W 1843 roku włączone do guberni kowieńskiej. Przeprowadzenie linii kolejowej Radziwiliszki – Dyneburg wywołało ożywienie gospodarcze i rozwój miasta. W 1926 do Poniewieża przeniesiono stolicę biskupstwa. Podczas I i II wojny światowej część zabudowy uległa zniszczeniu, dlatego miasto posiada małą liczbę zabytków.
W latach 1919-1940 w mieście działało jedno z czterech na przedwojennej Litwie gimnazjów polskich.
W okresie międzywojennym Poniewież był także ważnym ośrodkiem religijnym i kulturalnym mniejszości żydowskiej. Podczas II wojny światowej miejscowa społeczność żydowska została wymordowana przez Niemców i ich litewskich kolaborantów. W serii egzekucji przeprowadzonych w okolicach Poniewieża latem 1941 roku zamordowano ponad 8,7 tys. mężczyzn, kobiet i dzieci.
22 lipca 1944 do miasta wkroczyły oddziały Armii Czerwonej, a Poniewież wraz z całą Litwą stał się częścią ZSRR. Czasy rządów sowieckich charakteryzowały się gwałtownym rozwojem miasta, w tym rozwojem przemysłu. W latach 1959–1979 nastąpił szybki rozwój demograficzny, a liczba ludności przekroczyła 100 tysięcy. Przez następne 10 lat wskutek budowy osiedli z wielkiej płyty i rozszerzenia granic miasta liczba ta wzrosła o kolejne 30 tysięcy. Obecnie Poniewież jest miastem przemysłowym, które nadal ulega ciągłym przemianom.
W Poniewieżu urodził się w 1882 roku Seweryn Ludkiewicz – polski minister rolnictwa i dóbr państwowych w II RP, a rok później (1883) jego brat – Zdzisław Ludkiewicz – polski ekonomista rolny, rektor Szkoły Głównej Gospodarstwa Wiejskiego (SGGW), minister reform rolnych w II RP, a w 1925 Zygmunt Ławrynowicz – polski poeta emigracyjny, tłumacz i publicysta.

## Zabytki
Do najważniejszych zabytków należą:
- kościół św. św. Piotra i Pawła, neobarokowy, zbudowany w 1884, jest najważniejszą świątynią tak zwanego Starego Poniewieża. Wybudowano go na miejscu wcześniejszego kościoła, którego historia sięgała 1785. Za prezbiterium znajduje się wiele polskich grobów, wiele z nich jest starszych od samego kościoła.
- kościół Świętej Trójcy – popijarski, klasycystyczny, zbudowany w 1803 Kościół zamknięto w 1832 i w 1847 zamieniono na sobór prawosławny. Do katolików wrócił w 1918. Po drugiej wojnie światowej funkcjonował jako sala wystawowa. W 1989 zwrócono go wiernym.
- Przy kościele był klasztor pijarów ufundowany w 2 poł. XVIII w. przez Krzysztofa z Lubrańca Dąmbskiego, starostę bernatańskiego[4]. Klasztor prowadził szkołę zamienioną w gimnazjum o wysokim poziomie nauczania. Zamknięto ją w 1863. A w 1872 otworzono tu seminarium nauczycielskie. Gimnazjum ponownie działało w okresie międzywojennym. Klasztor został skasowany w 1832 przez władze carskie i urządzono w nim koszary.
- Katedra pod wezwaniem Chrystusa-Króla. Budowę świątyni rozpoczęto w 1904, przerwano w okresie I wojny światowej. Wznowiono budowę według nowych planów z przeznaczeniem na świątynię katedralną. Wybudowana w stylu eklektycznym z elementami neobaroku i neoklasycyzmu.
- Cerkiew Zmartwychwstania Pańskiego z 1894[5]
- Budynek dawnego sądu powiatowego (upickiego), najstarszy w Poniewieżu z 1614. Znajdowały się w nim później archiwa sądowe.

## Gospodarka
Miasto jest ważnym ośrodkiem przemysłowym. W Poniewieżu funkcjonują zakłady: przemysłu elektronicznego, meblarskiego, budowlanego, spożywczego i tekstylnego. Do najważniejszych zakładów należą: „Ekranas” – zajmujący się wyrobem produktów szklanych i kryształowych, browar „Kalnapilis” oraz „Linas” – wytwarzający produkty lniane.

## Kultura
Poniewież jest znany również dzięki bogatej działalności artystycznej: 6 teatrów, zespoły folklorystyczne, galeria sztuki, galeria XX wieku. W maju 2024 otwarto muzeum Stasysa Eidregivičiusa.

## Sport
- Ekranas Poniewież – klub piłkarski.
- FK Poniewież – klub piłkarski.